# Ornithidium pendens
Ornithidium pendens är en orkidéart som först beskrevs av Guido Frederico João Pabst, och fick sitt nu gällande namn av Karlheinz Senghas. Ornithidium pendens ingår i släktet Ornithidium och familjen orkidéer. Inga underarter finns listade i Catalogue of Life.

## Bildgalleri

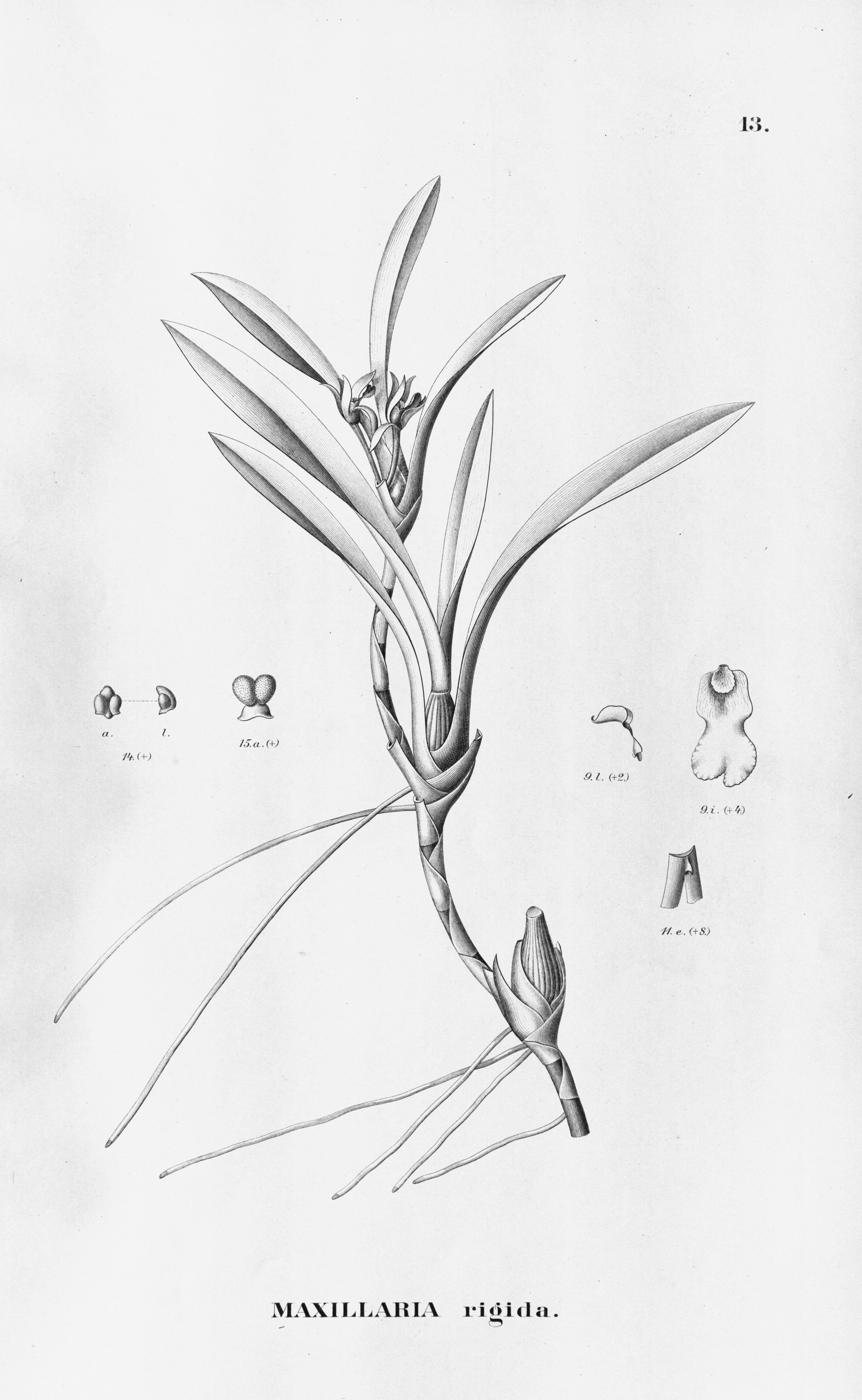